# Вайлерсвіст
Вайлерсвіст (нім. Weilerswist) — громада в Німеччині, знаходиться в землі Північний Рейн-Вестфалія. Підпорядковується адміністративному округу Кельн. Входить до складу району Ойскірхен.
Площа — 57,21 км2. Населення становить 17 722 ос. (станом на 31 грудня 2020).